# Missa (EP)
Missa (estilizado como MISSA) es un EP de la banda DIR EN GREY, proveniente de Japón, lanzado el 25 de julio del año 1997. Este EP marca el debut de la banda.

## Canciones
| N.º | Título                      | Duración |  |
| 1.  | «霧と繭» (Kiri To Mayu)     | 05:08    |  |
| 2.  | «｢S｣»                       | 03:32    |  |
| 3.  | «Erode»                     | 06:30    |  |
| 4.  | «蒼い月» (Aoi Tsuki)        | 05:06    |  |
| 5.  | «GARDEN»                    | 05:27    |  |
| 6.  | «秒「」深» (Byou 「」 Shin) | 05:39    |  |